# Кауфман, Чарли
Чарльз Стюарт Кауфман (англ. Charles Stuart Kaufman; 19 ноября 1958, Нью-Йорк, США) — американский сценарист, режиссёр и продюсер, который снискал репутацию одного из самых оригинальных сценаристов конца XX и начала XXI веков. Обладатель «Оскара» за лучший сценарий.

## Биография
Чарли Кауфман родился в Нью-Йорке в еврейской семье и вырос на восточном побережье. Первые годы жизни он провел в Массапекуа на Лонг-Айленде, посещал школу в Вест-Хэртфорде, штат Коннектикут, куда его семья переехала в 1972 году. Окончив школу в 1976 году, Чарли сначала поступил в Бостонский университет, но вскоре перешёл в Нью-йоркский, где стал изучать кино. Здесь он снял пару короткометражек, и участвовал в студенческих постановках в качестве актёра. Но после окончания университета Кауфман переехал в Миннеаполис, где работал в газете и местном музее искусств. В 1990 году Чарли отправился в Лос-Анджелес в надежде сделать карьеру сценариста. Он начал работать на телевидении, написал сценарии к нескольким эпизодам комедийных сериалов.
Первый же его полнометражный сценарий, «Быть Джоном Малковичем», был номинирован на «Оскар». Вторую номинацию, за «Адаптацию», Кауфман разделил с выдуманным братом Дональдом, который стал первым несуществующим человеком, претендовавшим на награду Киноакадемии.
Кауфман сделал по два фильма с режиссёрами, которые начали свою карьеру с создания видеоклипов: Спайком Джонзом («Быть Джоном Малковичем», «Адаптация») и Мишелем Гондри («Звериная натура», «Вечное сияние чистого разума»). Кроме того, он написал сценарий к дебютной картине Джорджа Клуни «Признания опасного человека». Кауфман также принимал участие в адаптации книги Филиппа Дика «Помутнение», но его вариант не прошёл.
В 2008 году Кауфман снял по собственному сценарию свой первый фильм «Нью-Йорк, Нью-Йорк», отличающийся крайне пессимистичным тоном, не окупившийся в прокате, но признанный Р. Эбертом лучшим фильмом десятилетия.
В 2020 году был издан дебютный роман Кауфмана «Муравечество».

## Фильмография
- 1999 — «Быть Джоном Малковичем» (сценарист, продюсер)
- 2001 — «Звериная натура» (сценарист, продюсер)
- 2002 — «Адаптация» (сценарист, продюсер)
- 2002 — «Признания опасного человека» (сценарист)
- 2004 — «Вечное сияние чистого разума» (сценарист, продюсер)
- 2008 — «Нью-Йорк, Нью-Йорк» (сценарист, продюсер, режиссёр)
- 2015 — «Аномализа» (сценарист, продюсер, режиссёр)
- 2020 — «Я подумываю со всем этим покончить» (сценарист, продюсер, режиссёр)
- 2024 — «Орион и Тьма» (сценарист)

## Награды и премии
- Премия «Оскар»
  - 2015 — Номинация. Лучший анимационный фильм — «Аномализа»
  - 2004 — Победа. Лучший оригинальный сценарий за фильм «Вечное сияние чистого разума»
  - 2002 — Номинация. Лучший адаптированный сценарий за фильм «Адаптация»
  - 1999 — Номинация. Лучший оригинальный сценарий за фильм «Быть Джоном Малковичем»
- Премия «Золотой глобус»
  - 2016 — Номинация. Лучший анимационный фильм — «Аномализа»
  - 2004 — Номинация. Лучший сценарий за фильм «Вечное сияние чистого разума»
  - 2002 — Номинация. Лучший сценарий за фильм «Адаптация»
  - 1999 — Номинация. Лучший сценарий за фильм «Быть Джоном Малковичем»
- BAFTA
  - 2004 — Победа. Лучший сценарий за фильм «Вечное сияние чистого разума»
  - 2002 — Победа. Лучший сценарий за фильм «Адаптация»
  - 1999 — Победа. Лучший сценарий за фильм «Быть Джоном Малковичем»
- Каннский кинофестиваль
  - 2008 Номинация. Золотая пальмовая ветвь («Синекдоха, Нью-Йорк»)
  - 2008 Номинация. Золотая камера («Синекдоха, Нью-Йорк»)
- Премия «Независимый дух»
  - 2000 Победа. Лучший дебютный сценарий за фильм «Быть Джоном Малковичем»
  - 2009 «Синекдоха, Нью-Йорк»
    - Номинация. Лучший сценарий
    - Победа. Премия Роберта Альтмана
    - Победа. Лучший дебютный фильм («Синекдоха, Нью-Йорк»)

  - 2016 «Аномализа»
    - Ожидается. Лучший сценарий
    - Ожидается. Лучший режиссёр
    - Ожидается. Лучший фильм
- Премия Американской гильдии сценаристов
  - Номинация. Лучший оригинальный сценарий за фильм «Быть Джоном Малковичем»
  - Номинация. Лучший адаптированный сценарий за фильм «Адаптация»
  - Победа. Лучший оригинальный сценарий за фильм «Вечное сияние чистого разума»